# 呂凱 (孫呉)
呂 凱（りょ がい）は、中国三国時代の呉の武将。
『三国志』呉書に伝のある呂岱の嫡子。本貫は徐州広陵郡海陵県。

## 生涯
赤烏9年（246年）、呂岱が上大将軍に昇進した時、呂凱は副軍校尉に任じられ、呂岱が軍事を担っていた蒲圻の地での兵の指揮を引き継いだ。
太平元年（256年）、呂岱が亡くなり、呂凱が爵位を継いだ。呂岱の遺言に「（葬儀の際は）簡素な棺、粗末な頭巾、麻製の単衣を用い、葬送の儀礼も倹約に努めること」とあり、呂凱はこれに従って葬儀を執り行った。